# Valdemar Birgersson
Valdemar Birgersson —Waldemar (alemany) Valdemar Birgersson (anglès) — (1239 - 26 de desembre del 1302) fou rei de Suècia entre els anys 1250 i 1275.
Valdemar era fill de la princesa sueca Ingeborg Eriksdotter i Birger Jarl, de la Casa de Bjelbo. Durant els primers setze anys del seu regnat, fou Birger Jarl qui governà realment. Birger Jarl havia sigut el governant de facto de Suècia des del 1248, abans del regnat de Valdemar, durant el regnat d'Eric XI. La mare de Valdemar era una de les filles del rei de Suècia Eric X i la princesa Riquilda de Dinamarca.
Quan el rei Eric XI va morir el 1250, Valdemar fou elegit rei. Fins i tot després de la majoria d'edat de Valdemar el 1257, Birger Jarl retingué el domini del país. Després de la mort de Birger el 1266, Valdemar entrà en conflicte amb el seu germà petit Magnus Birgersson, Duc de Södermanland, qui va voler el tron per a ell.
El 1260 Valdemar es casà amb Sofia de Dinamarca la filla gran del rei danès Eric IV i Jutta de Saxònia. Valdemar també va tenir una relació amb la seva cunyada Jutta de Dinamarca. El 1272 Jutta va visitar Suècia i es convertí en l'amant de Valdemar. De resultes de l'afer tingueren un fill el 1273. L'any següent Jutta fou ingressada a en un convent i Valdemar fou obligat a fer un pelegrinatge a Roma per demanar l'absolució del Papa.
Valdemar va ser deposat pel seu germà petit Magnus després de la batalla de Hova a Tiveden el 14 de juny de 1275. Magnus rebia el suport del seu germà, Eric Birgersson, Duc de Småland i del rei de Dinamarca Eric V qui va proporcionar soldats danesos. Magnus fou escollit com a rei dels suecs com a Magnus III a les Pedres de Mora.
El 1277 Sofia es va separar del seu cònjuge i retornà a Dinamarca. El 1277 Valdemar recuperà províncies a Götaland al sud del regne i prengué el títol de Duc de Götaland. Tanmateix, Magnus les recuperà cap al 1278. El 1288 Valdemar va ser empresonat pel Rei Magnus al Castell de Nyköping (Nyköpingshus) i va viure obertament amb amants a la seva còmoda presó.

## Família
Valdemar es casà amb Sofia de Dinamarca (morta el 1286) l'any 1260 i se separaren el 1277. Van tenir sis fills:
1. Ingeborg Valdemarsdotter de Suècia, Comtessa de Holstein; cònjuge de Gerard II, Comte de Holstein-Plön.
2. Erik Valdemarsson de Suècia (1272–1330)
3. Marina Valdemarsdotter de Suècia; cònjuge de Rodolf, Comte de Diepholz
4. Riquilda Valdemarsdotter de Suècia (morta c. 1292); cònjuge del rei de Polònia Przemysł II
5. Katarina Valdemarsdotter de Suècia (morta el 1283)
6. Margareta Valdemarsdotter de Suècia, una monja.